# Blachia chunii
Blachia chunii là một loài thực vật có hoa trong họ Đại kích. Loài này được Y.T. Chang & P.T. Li mô tả khoa học đầu tiên năm 1988.